# Боеве при Акчар
Боевете при Акчар през Сръбско-българската война се провеждат в периода 14 – 17 ноември 1885 г. между български войски (под командването на капитан Атанас Узунов) и сръбска дружина.

## Ход на военните действия
При настъпилото временно затишие на военните действия, след боевете при Видин, капитан Узунов решава да направи опит за разкъсване на сръбските войски, които обсаждат Видинската крепост. За тази цел дава заповед на командира на Летящия отряд капитан Георги Тодоров, да настъпи от Лом по линията Акчар-Видин. За артилерийската поддръжка е включена батареята на капитан Кърджиев.
Настъплението на българските войски започва рано сутринта на 14 ноември, като при дислоцирането до Акчар българските войски са открити от противника и обстрелвани с пушечен огън. Българските колони правят опит за обхващане и на двата фланга на сръбската дружина, разположена на височините западно от Акчар. В сръбската дружина настъпва смут, воините започват да се оттеглят и да освобождават височините край селото. Лошите атмосферни условия и най-вече падналата гъста мъгла не позволява на българския ескадрон под командването на ротмистър Стоев да продължи преследването. В боевете не взема участие и сръбският ескадрон към дружината.
С тези си действия Летящият отряд на капитан Тодоров изпълва поставената задача да отхвърли противника от Акчар. В боевете българката войска показва изключителна издръжливост, като само за ден изминава в бой 35 км. В следващите дни Летящият отряд заема позиции при село Държаница в очакване на нови заповеди.
Въпреки предложението за примирие от страна на сръбското командване, през следващите дни сръбската войска прави нови опити да поднови настъплението си от Видин през Видбол за Лом, но те са бързо отхвърлени от Летящия отряд и от включилите се в боевете подразделения на Белоградчишкия гарнизон. При сключването на примирието Летящият отряд остава на заетите позиции при село Гайтанци.